# Waltraud Stuchlik
Waltraud Stuchlik (* 3. Jänner 1946 in Krems) ist eine österreichische Politikerin.

## Leben und Wirken
Waltraud Stuchlik wurde am 3. Jänner 1946 in Krems an der Donau in Niederösterreich geboren.
Sie war in der XXIV. Landtagsperiode vom 30. Oktober 1991 bis 30. Oktober 1997 für die SPÖ Abgeordnete des Oberösterreichischen Landtags und in den Ausschüssen für volkswirtschaftliche Angelegenheiten und für öffentliche Wohlfahrt und Rechtsbereinigung tätig. Zudem war sie Gemeinderätin Edt bei Lambach.